# فرودگاه رید، اورگن
 فرودگاه رید، اورگن (به انگلیسی: Reed Airport (Oregon)) یک فرودگاه خصوصی است که یک باند فرود چمن دارد و طول باند آن ۵۴۸ متر است. این فرودگاه در کشور ایالات متحده آمریکا قرار دارد و در ارتفاع ۴۷۲ متری از سطح دریا واقع شده است.